# Hôtel de ville de Thionville
L'hôtel de ville de Thionville est un bâtiment qui héberge les services municipaux de la commune française de Thionville depuis 1898.
Il a pour bâtiments annexes l'Hôtel de Créhange-Pittange et l'Hôtel de Raville.

## Histoire
Cet édifice était originellement un couvent dénommé « Couvent des Clarisses », il est inscrit en tant que tel aux monuments historiques depuis le 22 octobre 1991.
En 1629, des clarisses, ordre implanté au Luxembourg depuis le XVIe siècle, s’établissent à Thionville dans une maison de la rue de la Vieille-Porte, sous la protection de l’infante Isabelle-Eugénie (date portée par le linteau en remploi de la porte de la tribune de la chapelle). Elles seront chargées jusqu’à Révolution de l’éducation des jeunes filles de la ville. En 1635, le cardinal-infant leur attribue un terrain en bordure de la Moselle, sur « la grande plate-forme », en vue de l’édification d’un couvent dédié au Saint-Esprit, achevé en 1641 mais fortement endommagé par le siège 1643. La restauration des bâtiments s’achève par la bénédiction de la chapelle en 1665. En 1695 (date portée par les tirants de la façade), réfection du portail et construction d’une aile avec boutiques ouvertes sur la rue du Pont (actuelle rue Georges-Ditsch). En 1751 construction au fond de la cour d’un petit bâtiment de deux appartements. La Révolution chasse les religieuses et ferme leur école. En 1792, le couvent est affecté aux besoins de l’armée et la chapelle devient le lieu de réunion du club des Jacobins.
À partir de 1804, les bâtiments cédés à la ville abritent l’hospice municipal. Entre 1855 et 1863, travaux d’aménagement de l’hospice avec prolongement de l’aile en retour jusqu’au rempart. En 1898, transfert de l’hôpital à Beauregard dans l’ancien collège des frères des écoles chrétiennes et transformation en hôtel de ville. Le corps de logis principal est adossé au nord à l’enceinte du château dont il englobe deux tours. L’aile en retour sur la rue du Pont existait encore au début du siècle, de même que le bâtiment en fond de cour, en bordure de la Moselle, détruit pour alignement vers 1947. Si les façades et les toitures (charpente du XVIIe siècle) n’ont pas trop souffert des restaurations, les dispositions intérieures d’origine ne sont plus lisibles. Ne subsistent que les caves, une partie de la chapelle (coupée par la construction de maisons place du Marché) et quelques cheminées.